# Tesprotos
Tesprotos (gr. θεσπρωτός, Tesprotos) – jeden z pięćdziesięciu synów Likaona, zabity przez Zeusa za podanie mu do zjedzenia ciała dziecka podczas posiłku. Miał opuścić Arkadię i osiąść w Epirze, który otrzymał potem nazwę „kraju Tesprotów”. W jednej z wersji mitu o Tyestesie, schronił się on u Tesprota po tym jak brat podał mu do zjedzenia jego własne dzieci.